# Jajce (vojarna)
Jajce je naziv za bivšu vojarnu u Sarajevu, danas devastiranu napuštenu zgradu.
Vojarna je sagrađena 1914. godine za potrebe austougarske vojske i imenovana je po princu Eugenu Savojskom, a ime "Jajce" nosi od 1915. godine kada je preselila jedna austrougarska vojna bolnica iz Jajca. Vojarna dominira (uz Bijelu tabiju) cijelim gradom, tako da je vizualno nemoguće da je se ne uoči. Objekt se nalazi u ulici Pod bedemom.